# Ferrières (Lieja)
Ferrières (francès) o Fèrîre en való és un municipi de Bèlgica a la província de Lieja, que forma part de la regió valona. És regat pel Lembrée que desemboca a l'Ourthe al nucli de Vieuxville.

## Història

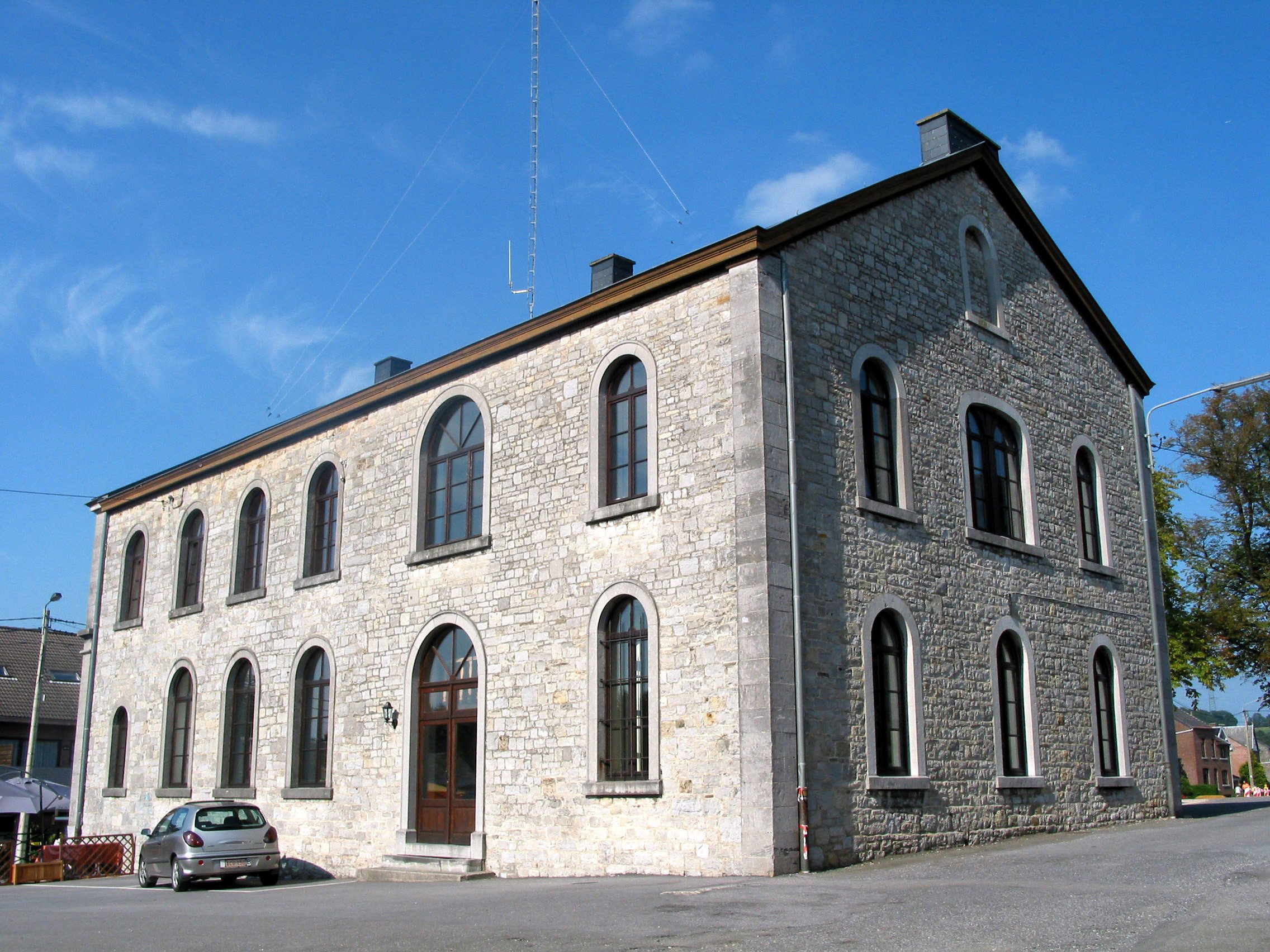
L'escola municipal, els correus i la casa de la vila

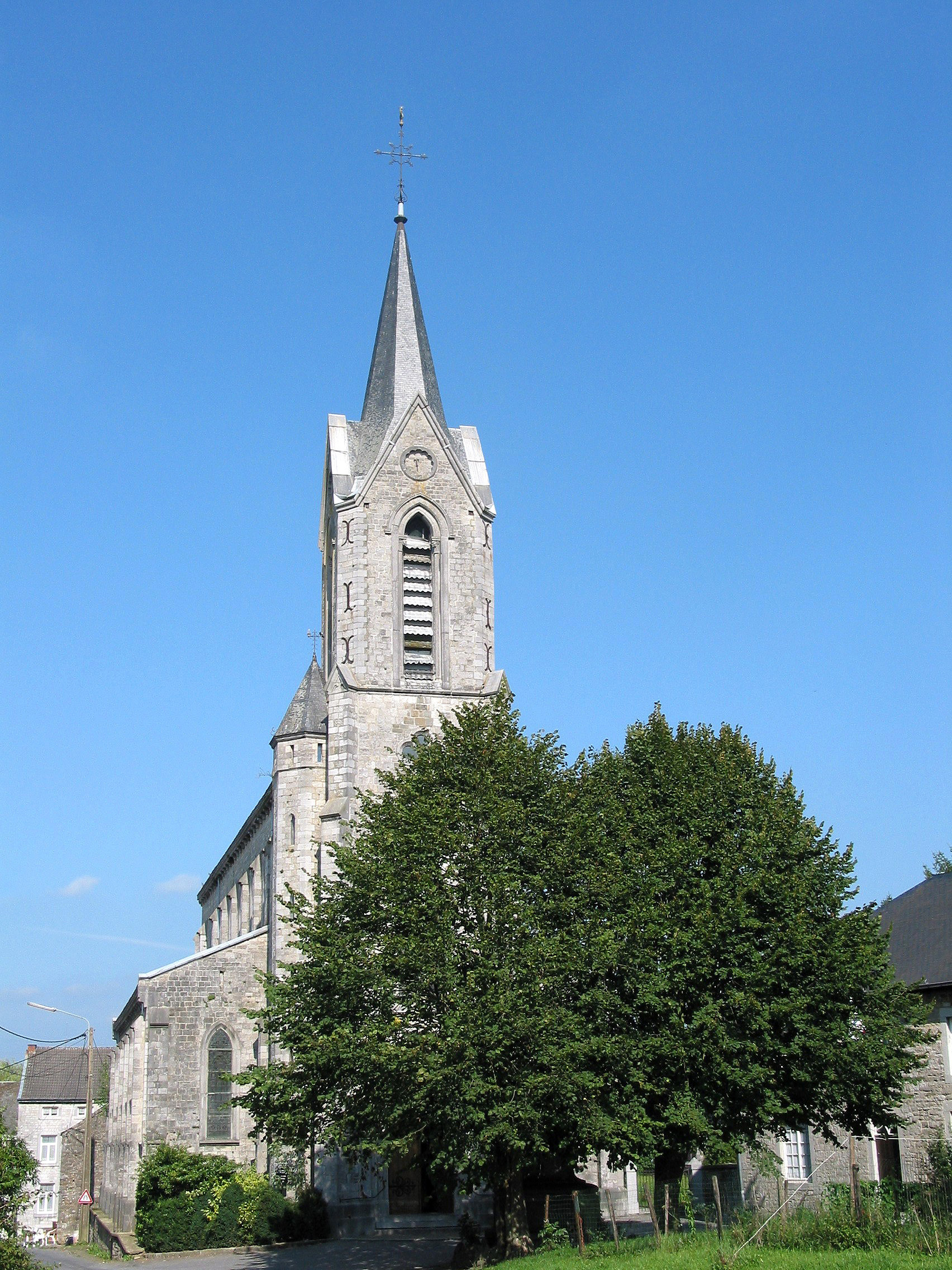
L'església de Saint-Martin

El nucli Vieuxville era un assentament i fortalesa a l'època romana. El component ville refereix al mot llatí villa. El prefix vieux (vell) va afegir-se quan el 1130 el príncep-abat Wobald va crear una nova vila i una fortalesa a Logne. Aquest castell que hauria hagut de protegir les afores, va atreure moltes batalles i guerres, fins a la seva destrucció el 1521.
Històricament, era un poble de ferreries i de forges, que utilitzaven carbó de llenya i el mineral de ferro local. Això explica el seu nom, tant com el dels llocs dits Rouge-Minière, Ferot-le-Fourneau… Aquesta activitat artesanal va decaure a l'inici de la revolució industrial quan va perdre la competitivitat davant els alts forns desenvolupats per John Cockerill al vall del Mosa, més eficaços en utilitzar el coc tret de carbó de lleny. La darrera ferreria va tancar-se el 1840, la darrera mina de ferro el 1871.
Fins al 1795 feia part del comtat de Logne, un feu del principat de Stavelot-Malmedy, abans d'escaure a França, al Regne Unit dels Països Baixos (1815) i per fi a Bèlgica (1830). Les fronteres actuals del municipi van fixar-se el 1977.

## Economia

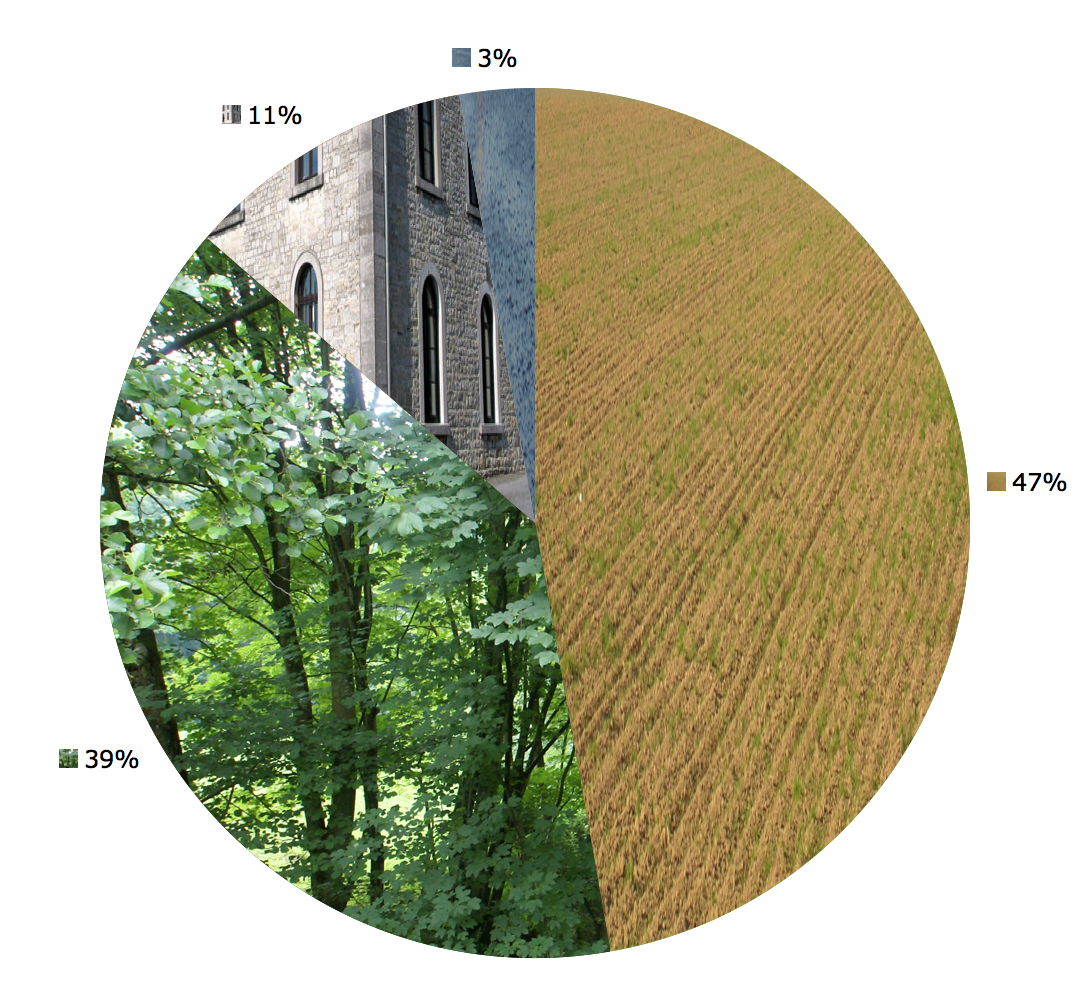
Utilització del terra
Agricultura 47%, bosc 39%, construïts 11%, diversos 3%

Ferrières és un municipi rural de la regió de les Ardenes, del qual 47% de la superfície són terres de conreu i de pastures, 39% de bosc i 11% de construïdes. Les activitats econòmiques són segons el seu valor afegit: negoci (35,7%), construcció (32,5%), indústria (9,1%), immobiliàries, transport i serveis (6,7%) diversos (11,4%). A la sortida de l'autopista E25 es troba un polígon artesanal de 15 hectàrees.

## Entitats i nuclis
- Ferrières
- My
- Vieuxville
- Werbomont
- Xhoris

## Llocs turístics
- El Musée de la vie rurale (Museu de la vida de pagès) a Xhoris
- El Musée du jouet (Museu de les joguines)
- El castell fortificat de Logne, antiga fortalesa dels prínceps-abats del principat de Stavelot-Malmedy
- La xarxa de més de 180 km passejos abalisats dels nuclis pintorescs i boscs a través. De les 5691 hectàrees de bosc, unes 900 són comunals.